# بشعلی
بشعلی (به عربی: بشعلي) یک منطقهٔ مسکونی در لبنان است که در شهرستان البترون واقع شده‌است.
 بشعلی  ۳٬۰۰۰ نفر جمعیت دارد و ۱٬۳۱۱ متر بالاتر از سطح دریا واقع شده‌است.